# Guerra de Lord Dunmore
La guerra de Lord Dunmore, también conocida como la guerra de Dunmore, fue un conflicto de 1774 entre la Colonia de Virginia y las naciones indígenas shawnee y mingo.
El gobernador de la Colonia de Virginia durante el conflicto era John Murray, 4.º conde de Dunmore, lord Dunmore. Pidió a la House of Burgesses de Virginia que declarara un estado de guerra con las naciones indias y llamara a la milicia.
El conflicto fue el resultado de la escalada de violencia entre los colonos blancos, que, de acuerdo con los tratados anteriores, estaban explorando y adentrándose en las tierras al sur del río Ohio, la actual Virginia Occidental, el Pensilvania suroccidental y Kentucky, y los nativos americanos, que tenían derecho a cazar allí. Como resultado de las incursiones y los sucesivos ataques de los colonos a las tierras indias que provocaban que las bandas de guerra indias tomaran represalias, se declaró la guerra «para pacificar las bandas de guerra indias hostiles».  La guerra terminó poco después de la victoria de Virginia en la batalla de Point Pleasant el 10 de octubre de 1774.
Como resultado de esta victoria, los colonos tomaron el derecho de los indios a cazar en la zona y acordaron reconocer el río Ohio como límite entre las tierras indias y las Trece Colonias.
Aunque los jefes nacionales indios firmaron el Tratado de Camp Charlotte, pronto estalló el conflicto dentro de las naciones indias. Algunos miembros de las tribus consideraban que el tratado vendía sus reclamaciones y se oponían a él, y otros creían que otra guerra sólo significaría más pérdidas de territorio a favor de los colonos.
Cuando estalló la guerra entre los colonos estadounidenses y los británicos en 1776, las partidas de guerra de las naciones indias ganaron rápidamente poder. Movilizaron a las distintas naciones indias para atacar a los colonos durante la Guerra Revolucionaria.

## Antecedentes

### Asentamiento y resistencia en el país del Ohio
La zona al sur del río Ohio había sido reclamada durante mucho tiempo por la Confederación Iroquesa. Aunque eran la nación india más poderosa de las colonias del norte, otras tribus también reclamaban la zona y a menudo cazaban la región. La disputa por el Territorio del Ohio fue una de las causas de la Guerra de los Siete Años entre Francia y Gran Bretaña, que terminó con la cesión por parte de Francia del control teórico de toda la zona en el Tratado de París de 1763.
Cuando, de acuerdo con el Tratado de Fort Stanwix (1768), los funcionarios británicos adquirieron las tierras al sur del río Ohio de los iroqueses, muchos otros indios de Ohio que habían cazado en estas tierras se negaron a acceder al tratado y se prepararon para defender sus derechos de caza.
Al frente de esta resistencia estaban los shawnee. Eran los más poderosos entre las naciones indias anti iroquesas. Pronto organizaron una gran confederación de indios confederados shawnee-ohio que se oponían a los británicos y a los iroqueses para hacer valer sus reivindicaciones. Los funcionarios británicos trabajaron para aislar diplomáticamente a los shawnee de otras naciones indias. Cuando las hostilidades estallaron en unos pocos años, los shawnee se encontraron con que se enfrentaban a la milicia de Virginia con pocos aliados.
Tras el tratado de 1768, los exploradores, topógrafos y colonos coloniales comenzaron a llegar a la región). Esto los puso inmediatamente en contacto directo con los nativos americanos. Del alto valle del Ohio, especialmente del río Allegheny, George Washington escribió en su diario del sábado 17 de noviembre de 1770: "Los indios, que son muy hábiles, incluso sus mujeres, en el manejo de las canoas, tienen allí campamentos de caza y cabañas a lo largo del río para la comodidad de transportar sus pieles por agua al mercado."
En septiembre de 1773, un entonces oscuro cazador llamado Daniel Boone lideró un grupo de unos 50 emigrantes en el primer intento de los colonos blancos de establecer un asentamiento en el condado de Kentucky (Virginia).
El 9 de octubre de 1773, el hijo mayor de Boone, James, de 16 años, y un pequeño grupo de hombres y niños que estaban recuperando suministros fueron atacados por una banda de delawares, shawnees y cheroquis. Habían decidido «enviar un mensaje de su oposición al asentamiento...» James Boone y Henry Russell, un hijo adolescente del futuro oficial de la Guerra de la Independencia William Russell, fueron capturados y torturados hasta la muerte. La brutalidad de los asesinatos conmocionó a los colonos de la frontera, y el grupo de Boone abandonó su expedición. En diciembre, los periódicos de Baltimore y Filadelfia se hicieron eco del incidente.
Las muertes del grupo de Boone fueron uno de los primeros acontecimientos de la Guerra de Lord Dunmore. Durante los años siguientes, las naciones indias opuestas al tratado siguieron atacando a los colonos, mutilando y torturando ritualmente hasta la muerte a los hombres supervivientes, y llevando a las mujeres y los niños a la esclavitud.
A principios del año siguiente, un agrimensor llamado William Preston, soldado de Virginia, envió una carta de informe al ingeniero jefe de la construcción del fuerte de la frontera, es decir, a George Washington, que indica su conocimiento de las circunstancias justo antes del estallido de la Guerra de Dunmore:

Condado de Fincastle, Virginia. 27 de mayo. 1774.
DEAR SIR
De acuerdo con mi promesa, ordené al Sr. Floyd, un ayudante, que inspeccionara vuestra tierra en el Río Cole en su camino hacia el [[Río Ohio]|Ohio]], lo que hizo y unos días después me envió la parcela por el Sr. Thomas Hog. El Sr. Spotswood Dandridge, que dejó a los topógrafos en el Ohio después de que Hog se separara de ellos, me escribió que no se había vuelto a saber nada del Sr. Hog y de otros dos hombres que estaban con él. No he tenido la oportunidad de escribir al Sr. Floyd desde entonces. Aunque supongo que me enviará los cursos a través de la primera persona que aparezca, si es así, redactaré el certificado y lo enviaré. Le indiqué que lo hiciera cuando nos separamos para evitar accidentes. Pero realmente temo que los indios les impidan hacer cualquier negocio de Vallue esta temporada, ya que la Compañía, con sólo 33 y disminuyendo diariamente, estaba bajo la mayor aprensión de peligro cuando el Sr. Dandridge se separó de ellos.

Nuestros cazadores han discutido durante mucho tiempo si el río Louisa o el río Cumberland era el límite entre nosotros y los cheroquis. Me he tomado la libertad de adjuntarle un informe realizado por algunos exploradores que salieron por orden mía, y que pone este asunto fuera de toda duda.

Se dice que los cheroquis reclaman la tierra al oeste del Louisa y entre Cumberland M [mutilado] y el Ohio. Si es así, y nuestro gobierno la cede, perderemos toda la parte más valiosa de ese país. Los indios del norte vendieron esa tierra a los ingleses en el Tratado de Lancaster en 1744, en el Tratado de Logstown en 1752 y en el de Fort Stanwix en 1768. En ese momento los Cherrokees no reclamaron esa tierra y no puedo imaginar cómo lo hacen ahora...
Editado por Stanislaus Murray Hamilton (The Washington Papers, Library of Congress).

### La guerra de Cresap

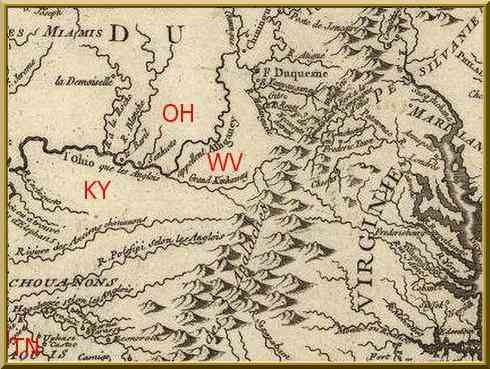
Desde el río Great Kanatha río arriba, lo que ahora es Ohio se llamó Allegheny; mapa, 1755.

Entre los colonos estaba el capitán Michael Cresap, propietario de un puesto comercial en Redstone Old Fort (actualmente Brownsville, Pennsylvania) en el río Monongahela. Bajo la autoridad del gobierno colonial de la Virginia, Cresap había tomado el control de extensas extensiones de tierra en la desembocadura del Middle Island Creek y por debajo de ella. (Marys. A principios de la primavera de 1774 se dirigió allí con un grupo de hombres para asentar sus propiedades.
Ebenezer Zane, más tarde un famoso "luchador indio" y guía, estaba comprometido al mismo tiempo y de la misma manera con un pequeño grupo de hombres en las tierras que había tomado en o cerca de la desembocadura de Sandy Creek (actualmente Ravenswood, Virginia Occidental).
Un tercer grupo más numeroso que incluía a George Rogers Clark, que más tarde se convertiría en general durante la Guerra de la Independencia, se había reunido en la desembocadura del río Little Kanawha (actualmente Parkersburg (Virginia Occidental).) Esperaban allí la llegada de otros virginianos que se esperaba se unieran a ellos antes de trasladarse río abajo para colonizar tierras en Kentucky. El grupo de Clark comenzó a escuchar informes de que naciones indias hostiles estaban robando y ocasionalmente matando a los comerciantes, perforadores y otros que viajaban por el Ohio. Llegaron a la conclusión de que las naciones hostiles de la confederación del Ohio, centrada en los shawnee, estaban empeñadas en una guerra total. El grupo decidió atacar el poblado indio del Ohio llamado Horsehead Bottom, cerca de la desembocadura del río Scioto (actualmente Portsmouth (Ohio)) y en la ruta hacia su destino previsto en Kentucky.
Pocos en el grupo tenían experiencia en la guerra. Después de algunas discusiones, el grupo eligió a Cresap, de quien sabían que estaba a unas quince millas (24 km) río arriba. Sabían que tenía la intención de seguirlos hasta Kentucky y que tenía experiencia de combate. Enviaron a buscar a Cresap, que rápidamente acudió a reunirse con el grupo. Después de algunas discusiones, Cresap los disuadió de atacar a los shawnee. Pensaba que aunque las acciones de los confederados shawnee-ohio eran hostiles, no creía que la guerra fuera inevitable. Argumentó además que si el grupo llevaba a cabo sus planes, no dudaba de su éxito inicial, pero la guerra llegaría entonces con toda seguridad. Se les culparía por ello.
Sugirió que el grupo regresara río arriba al pequeño asentamiento de Zane en "Zanesburg" (el futuro Wheeling) durante unas semanas para ver qué ocurría. Si la situación se calmaba, podrían reanudar su viaje a Kentucky. El grupo aceptó. Sin embargo, cuando llegaron, encontraron toda la zona alborotada. La gente estaba asustada por las historias de los supervivientes de los ataques indios. Estaban disgustados por lo que consideraban el salvajismo indio. Temiendo por la vida de las mujeres y los niños, los colonos que vivían en la frontera acudieron al pueblo en busca de protección. El grupo de Cresap estaba repleto de voluntarios dispuestos a luchar.
La noticia de la llegada del grupo y sus planes había llegado a Fort Pitt y el capitán John Connolly, comandante de la guarnición, envió un mensaje pidiendo que los voluntarios permanecieran en Zanesburg unos días. Había enviado mensajes a las tribus locales para determinar sus intenciones. En primer lugar, se produjo una avalancha de correspondencia en la que el grupo dijo que esperaría más noticias de Connolly. Antes de que su mensaje llegara a Fort Pitt, Cresap recibió un segundo mensaje de Connolly en el que se decía que las tribus shawnee-Ohio habían dado señales de querer entrar en guerra.
Cresap convocó un consejo el 26 de abril. Después de leer la carta de Connolly en voz alta, la asamblea declaró la guerra contra los indios. Tras divisar algunas canoas indias en el río al día siguiente, los colonos las persiguieron quince millas (24 km) río abajo hasta Pipe Creek. Allí los colonos se enfrentaron a ellos en una batalla, con algunas bajas en cada bando. Al día siguiente, el grupo de Clark abandonó la idea original de dirigirse a Kentucky. Esperando represalias, levantaron el campamento y se trasladaron con los hombres de Cresap a su cuartel general en Redstone Old Fort.

### La masacre de Yellow Creek
Inmediatamente después del ataque a Pipe Creek, los colonos mataron a los parientes del líder Mingo Logan. Hasta ese momento, Logan había expresado intenciones pacíficas hacia los colonos. Él y su grupo de caza estaban acampados en la orilla oeste del Ohio en Yellow Creek, a unas 30 millas por encima de Zanesburg (cerca de la actual Steubenville, Ohio) y al otro lado del río desde Baker's Bottom. El 30 de abril algunos miembros de la partida de caza (Logan no estaba entre ellos) cruzaron el río hasta la cabaña de Joshua Baker, un colono y comerciante de ron. Entre los visitantes de Mingo se encontraba el hermano menor de Logan, conocido comúnmente como John Petty, y dos mujeres estrechamente relacionadas. La mujer más joven estaba embarazada y también tenía una niña con ella. El padre de ambos niños era John Gibson, un conocido comerciante. Una vez que el grupo estuvo dentro de la cabaña de Baker, unos 30 hombres de la frontera, dirigidos por Daniel Greathouse, se agolparon repentinamente y mataron a todos los visitantes, excepto al bebé.
Cuando Logan se enteró de la masacre, le hicieron creer que Cresap, y no Greathouse, era el responsable del ataque. Sin embargo, muchas personas familiarizadas con el incidente (incluyendo a Clark) sabían que Greathouse y sus hombres eran los que habían matado al grupo. Los colonos de la frontera se dieron cuenta de que estos asesinatos probablemente provocarían el ataque de las naciones indias que quedaban en el País del Ohio. Los colonos que permanecieron en la frontera buscaron inmediatamente la seguridad, ya sea en blocaos o huyendo hacia el este a través del río Monongahela. Muchos incluso viajaron de vuelta a través de las Montañas Allegheny. Su temor estaba bien fundado. Logan y pequeñas partidas de shawnee y mingo pronto comenzaron a atacar a los colonos de la frontera en venganza por los asesinatos de Yellow Creek.

## Expedición de Dunmore

### Movilización y movimientos
Con las nuevas fuerzas, Dunmore avanzó hacia el Ohio donde dividió su fuerza en dos grupos: uno se movería por el Ohio desde Fort Pitt (ahora Pittsburgh), 1.700 hombres dirigidos por él, y otro cuerpo de 800 tropas bajo el mando del coronel Andrew Lewis viajaría desde Camp Union (ahora Lewisburg (Virginia Occidental)) con las dos fuerzas reuniéndose en la desembocadura del gran río Kanawha. Bajo este plan general, Dunmore viajó a Fort Pitt y procedió debidamente con sus fuerzas por el Ohio. El 30 de septiembre, llegó a Fort Fincastle (más tarde Fort Henry), recientemente construido en Zanesburg bajo su dirección.

La fuerza bajo el mando de Lewis, que ahora contaba con 1100 hombres, se dirigió desde Camp Union hasta la cabecera del Kanawha. Desde allí, continuó río abajo hasta el punto de encuentro designado, llegando a la desembocadura del río (6 de octubre) donde estableció el "Campamento Pleasant" (que pronto se conocería como Point Pleasant). Al no encontrar allí a Dunmore, envió mensajeros por el Ohio para reunirse con él y comunicarle la llegada. El 9 de octubre, Dunmore envió un despacho en el que anunciaba sus planes de dirigirse a los pueblos shawnee del Scioto. Ordenó a Lewis que cruzara el Ohio y se reuniera con él en los pueblos shawnee.

### Batalla de Point Pleasant
El 10 de octubre, antes de que Lewis comenzara a cruzar el Ohio, él y su fuerza fueron sorprendidos por guerreros al mando del jefe Cornstalk. La Batalla de Point Pleasant se prolongó durante casi todo el día y se convirtió en un combate cuerpo a cuerpo. El ejército de Lewis sufrió alrededor de 215 bajas, de las cuales 75 murieron, incluido el hermano de Lewis, y 140 resultaron heridas. Sus fuerzas derrotaron a los guerreros de la Confederación de Ohio, que se retiraron a través del Ohio, habiendo perdido unos 40 guerreros. Al capitán George Mathews de la milicia de Virginia se le atribuyó una maniobra de flanqueo que inició la retirada de Cornstalk.

### Tratado de Camp Charlotte
Dunmore y Lewis avanzaron desde sus respectivos puntos en Ohio hasta estar a ocho millas (13 km) de los pueblos shawnee en Pickaway Plains (actual Condado de Pickaway) en el Scioto. Aquí levantaron el campamento temporal Charlotte en Scippo Creek y se reunieron con Cornstalk para comenzar las negociaciones de paz. Por los términos del Tratado de Camp Charlotte (19 de octubre de 1774), los shawnee acordaron dejar de cazar al sur del Ohio y dejar de acosar a los viajeros en el río. Aunque el Jefe Logan dijo que dejaría de luchar, no asistió a las conversaciones de paz formales. Fue aquí donde un agente del jefe Logan (posiblemente Simon Girty) recitó un discurso de Logan que se convirtió en uno de los más famosos de la historia de los indios y de Ohio, apodado El lamento de Logan.
Después de que los Mingo se negaran a aceptar los términos, el Mayor William Crawford atacó su pueblo de Seekunk (Salt Lick Town, ahora Columbus (Ohio)). Su fuerza de 240 hombres destruyó la aldea. Estas operaciones, y la sumisión de los shawnee en Camp Charlotte, prácticamente cerraron la guerra.
Aunque los términos generales del Tratado pasaron a formar parte de la historia escrita y oral, no se ha encontrado ninguna copia del mismo.

### Resoluciones de Fort Gower
A principios de noviembre de 1774, el ejército de virginianos llegó de nuevo a la punta de tierra formada por la confluencia de los ríos Ohio y Hocking y al campamento base improvisado que habían establecido varias semanas antes llamado Fort Gower (llamado así por el conde Gower, un Lord británico).  Allí fueron informados de que el Congreso Continental en Filadelfia había promulgado un boicot a los productos ingleses en respuesta a las Leyes Coercitivas.  Reconociendo la importancia de lo que era esencialmente un acto de rebelión, los virginianos, en una declaración del creciente espíritu de independencia entre los colonos, dirigiéndose al rey Jorge y a sus conciudadanos, escribieron e hicieron publicar lo que se conoció como las "Resoluciones de Fort Gower". Entre los soldados presentes había muchos virginianos que más tarde se hicieron famosos en la revolución: William Campbell, George Rogers Clark, William Crawford, Simon Kenton, Andrew Lewis, Daniel Morgan, William Russell, Adam Stephen y muchos otros.

En una Reunión de los Oficiales bajo el mando de su Excelencia el Muy Honorable el Orejón de DUNMORE, convocada en Fort Gower*, el 5 de noviembre de 1774, con el Propósito de considerar los Agravios de BRITISH AMERICA, un oficial presente se dirigió a la Reunión con las siguientes Palabras:

Situado en la confluencia de los ríos Ohio y Hockhocking, a 200 millas por debajo de Fort Dunmore.[En realidad está a unas 120 millas por debajo].

Señores: Habiendo concluido la campaña, con la ayuda de la Providencia, con honor y ventaja para la colonia y para nosotros mismos, sólo nos queda dar a nuestro país la mayor garantía de que estamos dispuestos, en todo momento, a mantener y defender sus derechos y privilegios. Hemos vivido cerca de tres meses en los bosques, sin ninguna información de Boston o de los delegados en Filadelfia. Es posible, a partir de los informes infundados de los hombres que diseñan, que nuestros compatriotas puedan estar celosos del uso que tal cuerpo haría de las armas en sus manos en esta coyuntura crítica. Que somos un Cuerpo respetable es cierto, cuando se considera que podemos vivir Semanas sin Pan ni Sal, que podemos dormir al aire libre sin más cobertura que la del dosel del Cielo, y que nuestros Hombres pueden marchar y disparar con cualquiera en el Mundo conocido. Bendecidos con estos talentos, comprometámonos solemnemente entre nosotros, y con nuestro país en particular, a no utilizarlos más que para el honor y la ventaja de América en general, y de Virginia en particular. Nos corresponde entonces, para la satisfacción de nuestro país, que les demos nuestros verdaderos sentimientos, por medio de resoluciones, en esta crisis tan alarmante.

Entonces la Reunión eligió un Comité para redactar y preparar Resoluciones para su Consideración, quienes inmediatamente se retiraron; y después de un tiempo, informaron que habían acordado y preparado las siguientes Resoluciones, las cuales fueron leídas, consideradas maduramente y acordadas nemine contradicente por la Reunión, y se ordenó su publicación en la Gaceta de Virginia:

Resuelto, que guardaremos la más fiel lealtad a su majestad el Rey Jorge III, mientras su majestad se deleite en reinar sobre un pueblo valiente y libre; que nos esforzaremos, a costa de la vida y de cualquier cosa querida y valiosa, en apoyar el honor de su Corona y la dignidad del imperio británico. Pero como el Amor a la Libertad y el Apego a los verdaderos Intereses y justos Derechos de América superan cualquier otra Consideración, resolvemos que ejerceremos todo el Poder dentro de nosotros para la Defensa de la Libertad Americana, y para el Apoyo de sus justos Derechos y Privilegios; no en ninguna Manera precipitada, alborotada o tumultuosa, sino cuando sea llamado regularmente por la Voz unánime de nuestros Paisanos.

Resuelto, que tenemos el mayor respeto por su Excelencia el Muy Honorable Lord Dunmore, quien comandó la Expedición contra los Shawanese; y quien, estamos seguros, se sometió a la gran Fatiga de esta singular Campaña por ningún otro Motivo que el verdadero Interés de este País.

Firmado por orden, y en nombre de todo el cuerpo,

BENJAMIN ASHBY,

Secretario.

Las Resoluciones fueron publicadas en la Gaceta de Virginia el 22 de diciembre de 1774.
Era la primera vez que los colonos afirmaban que estaban dispuestos a usar la fuerza de las armas contra la Corona para asegurar sus derechos, actos que, de ser ejecutados, serían traición.
Estas resoluciones fueron prácticamente una Declaración de Independencia en Ohio por parte de los habitantes de los bosques de Virginia, seis meses antes del disparo en Concord que se escuchó en todo el mundo y un año y medio antes de que el tañido de la Campana de la Libertad anunciara la libertad de las colonias.

## Consecuencias
La milicia de Dunmore se retiró entonces sobre los Montes de Allegheny procediendo de Redstone Old Fort y el Lago del río Youghiogheny a Fort Cumberland, y luego a Capital de Virginia. Sin embargo, la paz no prevaleció por mucho tiempo tras este tratado. El 24 de marzo de 1775, una banda de shawnee que aparentemente no reconocía la frontera del río Ohio atacó a Daniel Boone en Kentucky a lo largo del Wilderness Road. Y en mayo de 1776, cuando la Revolución Americana se puso en marcha, los shawnee se unieron al jefe cherokee renegado Dragging Canoe para declarar de nuevo la guerra a los colonos de Virginia. Estas fueron las guerras cherokee-americanas de 1776-1794.

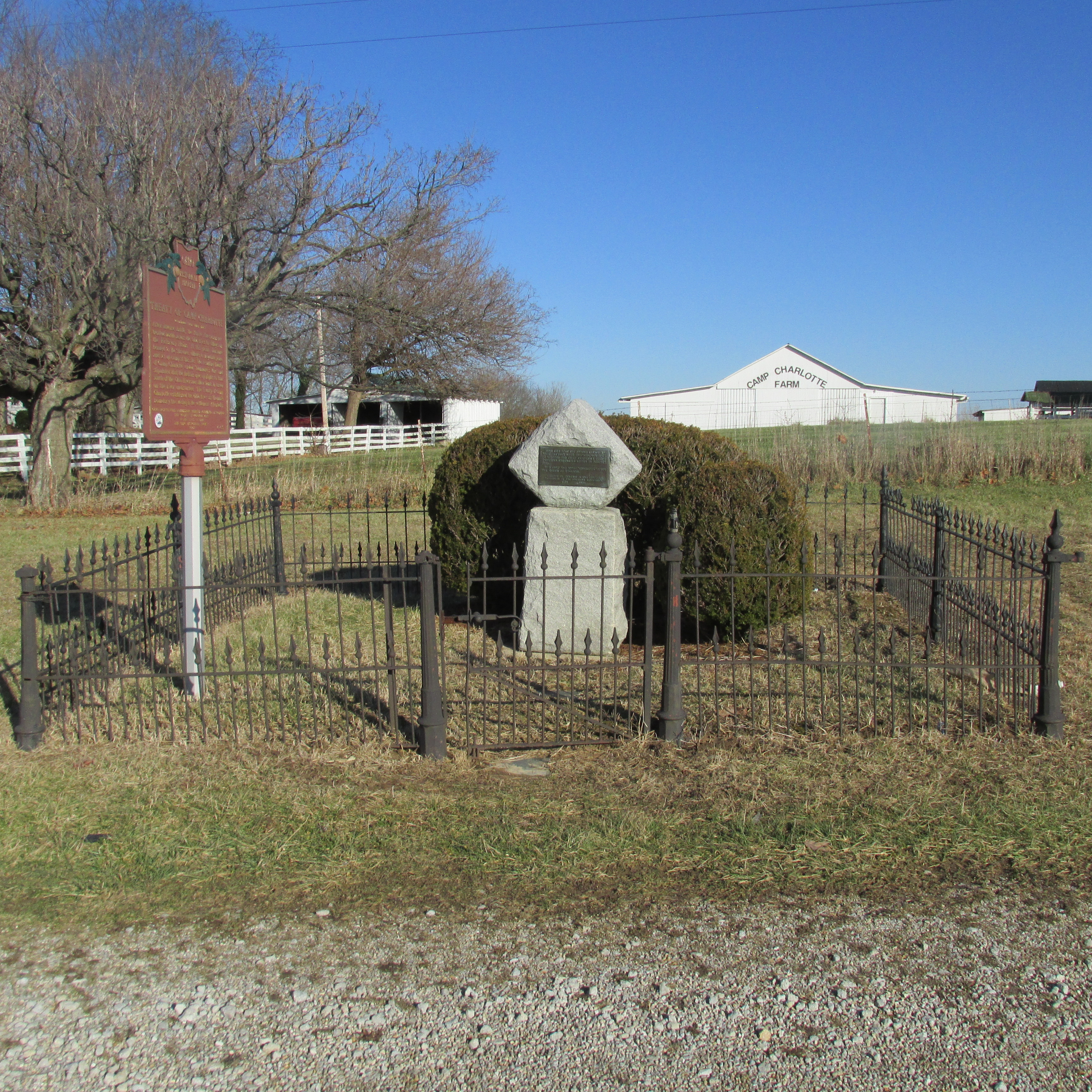
Lugar de ubicación del Tratado de Camp Charlotte.
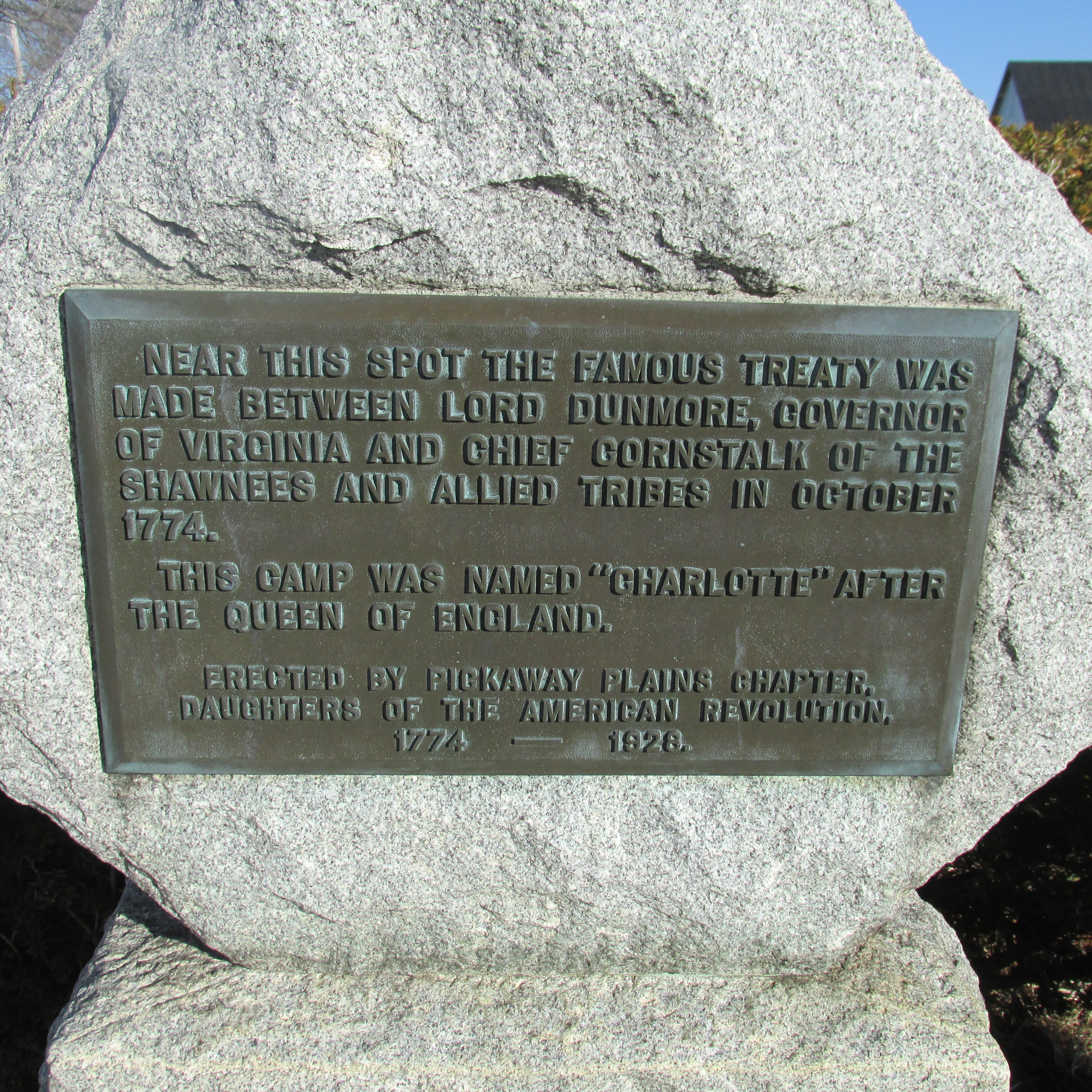
Placa conmemorativa del Tratado de Camp Charlotte.
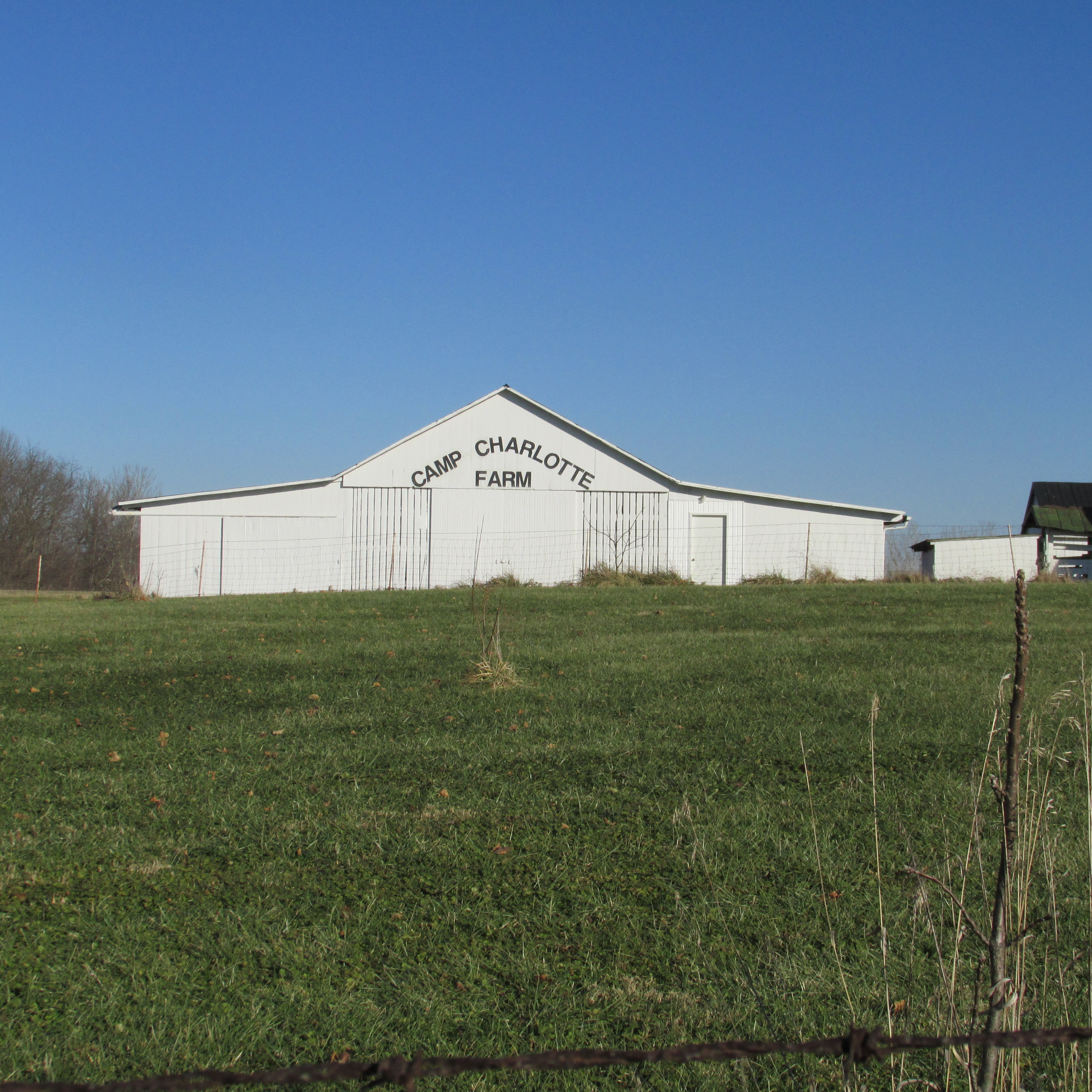
Camp Charlotte Farm.